# Burgruine Rauheneck

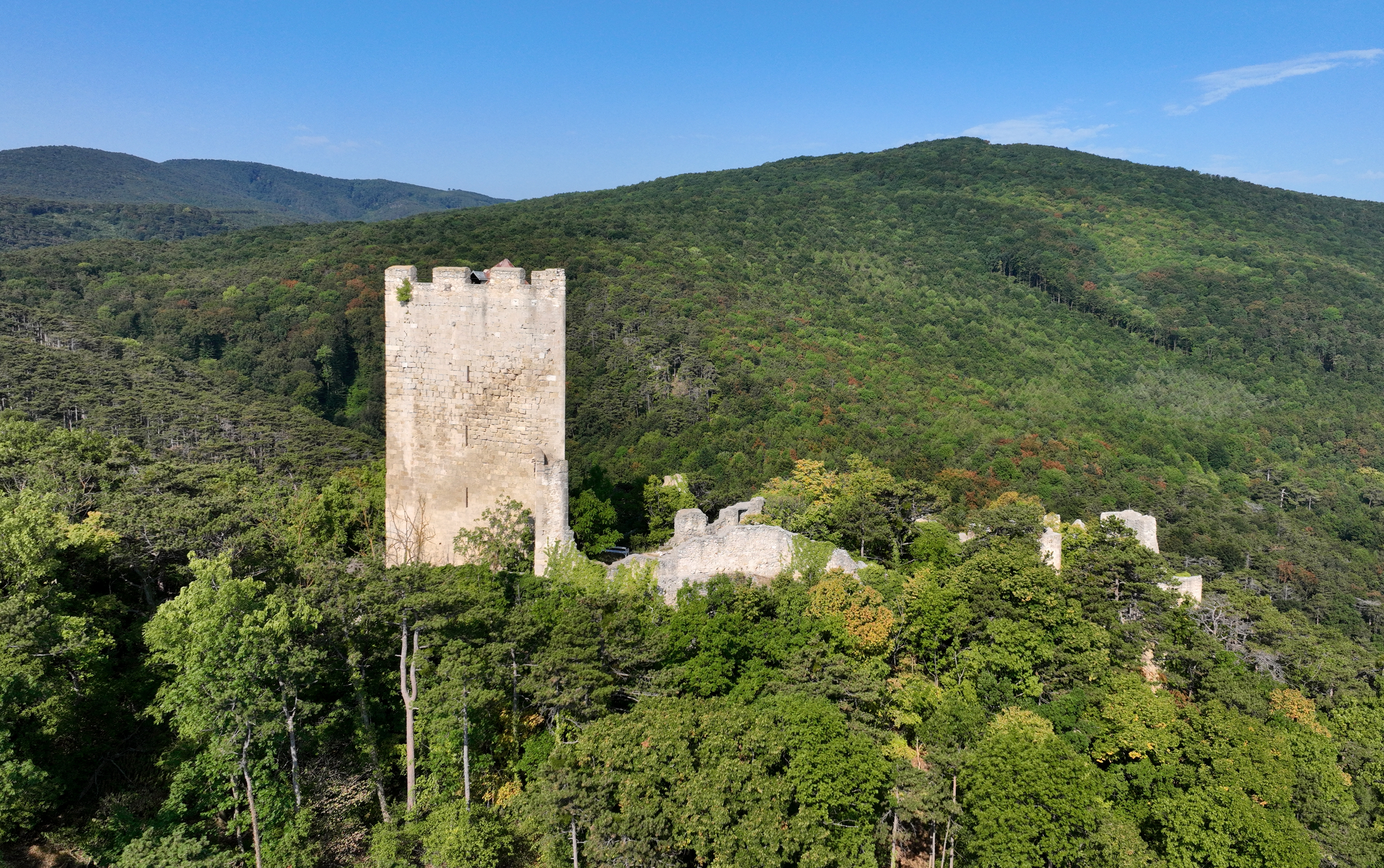
Ostansicht der Burgruine Rauheneck mit dem 582 m hohen Badner Lindkogel im Hintergrund

Die Burg Rauheneck ist die Ruine einer Höhenburg 2,5 Kilometer westlich des Stadtzentrums von Baden bei Wien in Niederösterreich.

## Lagebeschreibung
Die Ruine befindet sich auf einem Vorberg des Badener Lindkogels am rechten Ufer der Schwechat. Sie sicherte im Mittelalter gemeinsam mit der gegenüberliegenden Burg Rauhenstein und der Burg Scharfeneck den Verkehrsweg von Baden durch das Helenental über Heiligenkreuz bis zum Triestingtal.

## Geschichte
Als erster Besitzer von Rauheneck wird Hartung von Ruhenekke erstmals in einer undatierten Urkunde (um 1130) genannt. Die Familie der Rauhenecker (die sich nach 1200 Tursen nannten) kolonisierte im 12. und 13. Jahrhundert den Wald am Fuße der Burg, wo ein Kranz kleiner Ortschaften angelegt wurde. Die Burgherren verlangten von ihren Untertanen in den Dörfern nur sehr geringe (Geld-)Abgaben sowie Forstdienste.
1384 erlosch das Geschlecht der Tursen und die Besitzungen gingen an die Familie der Walseer. In der bewegten Geschichte wurde die Burg mehrmals zerstört, jedoch immer wieder aufgebaut, teilweise sogar erweitert.
1477 stürmten die serbischen Truppen des Ungarn-Königs Matthias Corvinus die Burg und zerstörten sie, ein Wiederaufbau dürfte danach nicht mehr stattgefunden haben. Die endgültige Zerstörung der Burg Rauheneck fand 1529 durch die Türken statt.
Die Ruine wurde später von der Familie Doblhoff erworben und 1810 für Besucher zugängig gemacht. 1961 erwarb die Stadt Baden den Burgberg mit der Ruine und ließ sie sanieren.

## Architektur

### Bergfried
Der Bergfried steht in der südlichen Vorburg und ist der älteren Schildmauer sekundär vorgebaut. Der Bergfried ist sechsgeschoßig und dreieckig. Er wurde im zweiten und dritten Viertel des 13. Jahrhunderts errichtet. Die Außenschale besteht aus sorgfältig zugerichteten Quadersteinen. Der Sockel weist Wasserschläge und gefaste Spitzen auf. Die Lichtscharten sind rechteckig. Die Innenschale des Bergfrieds besteht aus lagerhaftem Bruchsteinmauerwerk mit Kellenstrich. Der Hocheinstieg wurde nachträglich in die Schildmauer durchbrochen. Der Zinnenabschluss stammt aus dem 19. Jahrhundert. Im Inneren befinden sich zwei vermauerte Sichtscharten des oberen Abschlusses der Schildmauer sowie Reste eines Kamins und eines Ausgusssteines.

### Hauptburg
Die Hauptburg weist eine rechteckige Ringmauer aus der ersten Hälfte des 13. Jahrhunderts auf. Die Mauer besteht aus lagerhaftem Bruchsteinmauerwerk. An der Nord- und Westseite sind geringe Reste der originalen Zinnen erkennbar. Die Südseite ist als Schildmauer ausgebildet. Die Ringmauer und der Palas an der Ostseite stammen aus derselben Bauphase. Die Eckquader zeigen, dass der Palas ursprünglich nicht bis südlichen Schildmauer ging, da eventuell auf nicht mehr bestehende Bebauung aus dem 12. Jahrhundert genommen wurde. Im erhaltenen Erdgeschoß befinden sich noch gefaste, teils rundbogige Schartenfenster aus der Bauzeit in der ersten Hälfte des 13. Jahrhunderts. An der Westseite befinden sich die Reste eines Wirtschaftsgebäudes mit einer nur noch als Bodenvertiefung erkennbaren Zisterne.
An der Nordseite befindet sich ein Tor, das im 19. Jahrhundert restauriert wurde, das zu einem tiefer gelegenen, später an die Ringmauer der Hochburg angebauten Burgteil mit kleinem Hof führt. Da die Mauerstrukturen der beiden Burgteile jedoch übereinstimmen, dürften beide Burgteile auf eine einheitliche Planung zurückgehen.  Die Umfassungsmauer des niedriger gelegenen Teils der Hauptburg weist gerundete Ecken auf und stammt aus der ersten Hälfte des 13. Jahrhunderts. Das Ausfalltor in der Nordmauer stammt aus dem 19. Jahrhundert. An der Ostseite des Hofes befindet sich ein teilweise im 19. Jahrhundert (dendrochronologisch datiert auf 1814) rekonstruierter, an die Ringmauer angebauter Wohnbau aus der ersten Hälfte des 13. Jahrhunderts. Ursprünglich gelangte man durch ein heute vermauertes Portal zum Obergeschoß des nördlichen Wohnhauses, von wo man auf die Empore gelangte, die mit dem Palas in der oberen Burg verbunden war. Im oberen Geschoß der Ostmauer befinden sich zwei Lichtscharten und bemerkenswerte Rundfenster.

### Kapelle
Die Kapelle stammt aus der ersten Hälfte des 13. Jahrhunderts und ist nach Süden hin orientiert. Sie steht in der Nordwestecke des hofes und ist mit der Ringmauer verzahnt und daher wohl auf eine einheitliche Planung zurückzuführen. Die fensterlose Apsis ist Richtung Hof gerichtet.  An der Ostseite befindet sich ein Rundbogenportal. Die Gewände bestehen aus blockhaften Basen und einem umlaufenden Rundstab. Der Scheitelstein mit Kreuz wurde alten Abbildungen entsprechend ergänzt.  Darüber befindet sich ein Rechteckportal. Dies war der ursprüngliche Zugang vom Palas zur Herrschaftsempore. An der Südostecke des Langhauses befindet sich ein spätromanischer Traufstein mit Rolle. In einem flach gedeckten Saalraum befand sich die Westempore, wo die Balkenlöcher noch erkennbar sind. Die zwei Rundbogenöffnungen  befinden sich in der Westmauer. Das nördliche Fenster ist etwas erhöht und diente zur Belichtung der Empore. Die Fenster sind von außen abgemauert. Der rundbogige Triumphbogen mit gekehlten Kämpfersteinen trennt das Langhaus von der eingezogenen Rundapsis mit Kalotte. Innen weist die Apsis teilweise eine bemerkenswerte spätromanische Mörteloberfläche mit ausgeprägtem Kellenstrich auf.

## Rezeption
Der Sage nach zieht der Erbauer des Turms als Geist in der Burg umher. Er ist nicht eher erlöst, bis aus dem Holz einer Föhre, die aus dem Mauerwerk des Bergfrieds gesprossen ist, eine Wiege gezimmert und in dieser ein Sonntagskind geschaukelt wird, welches später in den Priesterstand tritt. Ein Sturm zerstörte den Baum aber schon vor mehr als hundert Jahren, so muss der alte Geist weiter klagend herumirren.